# Metsä-Serla

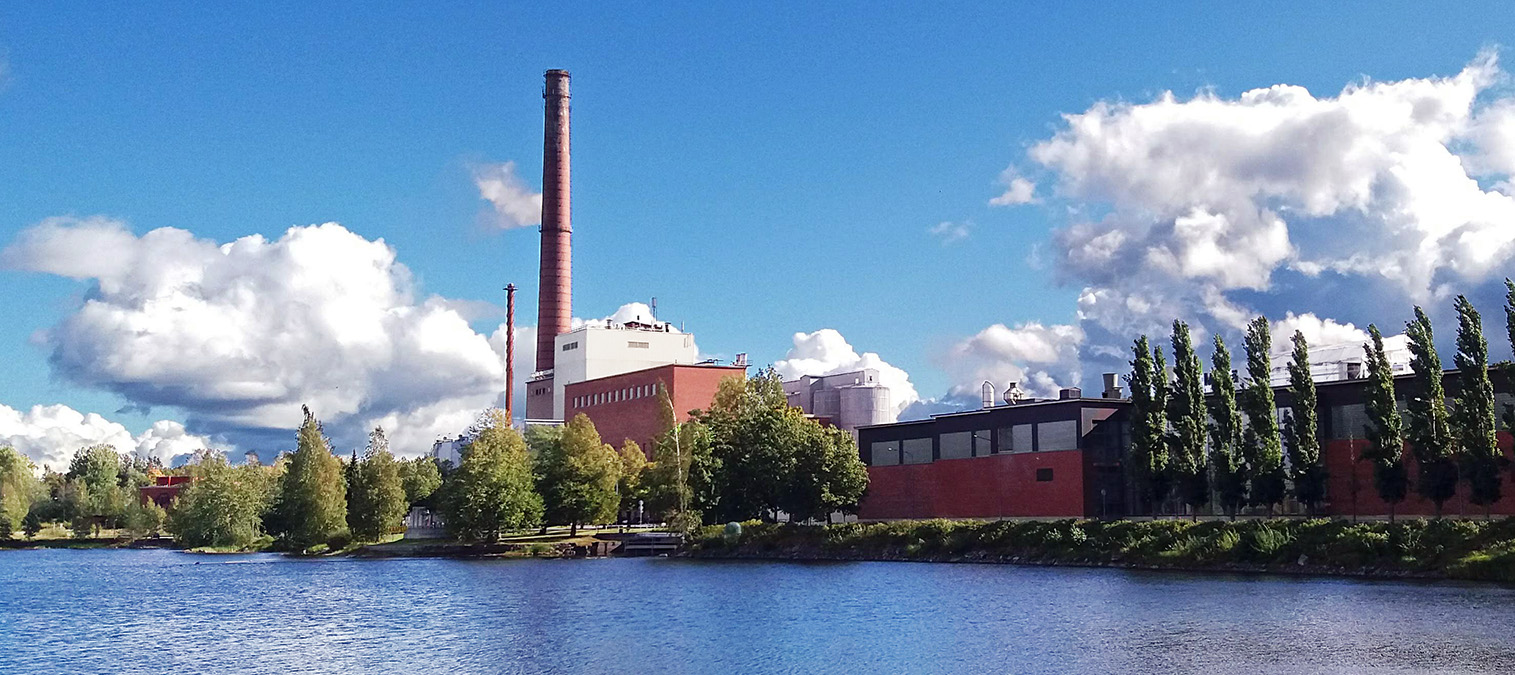
Pappersfabriken i Mänttä i Finland

Metsä-Serla Oy var ett finländskt skogsindustriföretag, som bildades 1987 genom en sammanslagning av Metsäliiton Teollisuus Oy (Skogsförbundets industri AB) och G.A. Serlachius Oy. Företaget var framför allt inriktat på mjukpapper.
Metsä-Serla köpte 1989 i Sverige bland andra Katrinefors bruk, Nyboholms bruk och Pauliströms bruk.
Huvudägare var Metsäliitto (Skogsförbundet). Företaget ändrade 2001 sitt namn till M-Real Oy. År 2012 skedde en namnändring efter omstruktureringar till Metsä Board Oy. Det ingår i den då bildade Metsä Group, som även omfattar huvudägaren, skogsproduktivet Metsäliitto, Metsä Fibre, Metsä Tissue, Metsä Wood och Metsä Forest.